# Pete Frank
Pour les articles homonymes, voir Frank.
Pete Frank est un ingénieur aéronautique qui a travaillé comme directeur de vol pour le programme Apollo.

## Jeunesse et études
Frank est né à Bryan, au Texas, le 20 août 1930. Il a obtenu une licence en ingénierie aéronautique à l'université du Texas en 1952. Il a servi comme pilote dans le corps des Marines pendant quatre ans. Alors qu'il travaillait pour la Martin Company à Baltimore, il a obtenu une maîtrise en génie mécanique à l'université Drexel.

## Carrière à la NASA
En 1962, il a rejoint la NASA pour aider à planifier les missions lunaires. En 1968, il devient directeur de vol, travaillant sur les missions Apollo 9, 10, 12, 14, 16 et 17 et servant de directeur de vol principal sur Apollo 14 et 16. Il a été directeur de vol principal sur le projet d'essai Apollo-Soyouz, puis est devenu chef de la division des contrôles de vol.

## Retraite
Après avoir pris sa retraite, il est devenu instructeur de vol certifié par la Federal Aviation Administration (FAA) et a été actif au sein de la section « Habitat pour l'humanité » de La Porte pendant onze ans.